# Gyroweisia tenuis
Gyroweisia tenuis là một loài Rêu trong họ Pottiaceae. Loài này được (Schrad. ex Hedw.) Schimp. mô tả khoa học đầu tiên năm 1876.